# Caryodaphnopsis inaequalis
Caryodaphnopsis inaequalis är en lagerväxtart som först beskrevs av A.C. Smith, och fick sitt nu gällande namn av H. van der Werff & H.G. Richter. Caryodaphnopsis inaequalis ingår i släktet Caryodaphnopsis och familjen lagerväxter. Inga underarter finns listade i Catalogue of Life.